# 田都
田 都（でん と、? - 紀元前206年）は、 項羽の分封によって3つに分けられた斉の国王の1人。項羽によって封じられた。田栄と戦闘になり、敗れた。

## 経歴
二世元年（紀元前207年）10月、斉の武将として、斉王の田巿に仕えていた。相の田栄に反して、項羽が楚の次将として趙の援軍として赴いているところに駆けつけ、項羽を助けることにした。
同年11月、項羽は進軍しようとしない宋義を殺し、上将軍を楚の懐王から上将軍に任命され、秦軍が攻めていた趙の鉅鹿を救いに赴く。田都も項羽に従う。
同年12月、田都は項羽とともに、秦軍と戦う。項羽は秦軍を大いに破り、鉅鹿を救う。趙や趙を救援に来ていた諸侯は田都とともに、項羽に従うこととなった。
高祖元年（紀元前206年）12月、項羽に従い、関中に入る。田都はその軍功により、3つに分けられた斉国のうち、斉王に封じられ、臨淄を都とすることとなる。
同年4月、新たに封じられた諸侯が国に帰ったため、臨淄へと赴く。
同年5月、田栄は自身が王に封じられず、自分が擁立していた田巿が膠東王となり、斉王に田都が封じられたと聞いて大いに怒り、田巿を膠東に向かわせずに兵を出して、田都を迎え撃った。田都は楚に逃亡した。
その後、斉王を名乗った田栄に殺されている。